# La Tête et les Jambes
La Tête et les Jambes est un jeu télévisé français diffusé à partir du 20 octobre 1960 sur RTF Télévision et la première chaîne de l'ORTF jusqu'en 1966, puis repris sur Antenne 2 du 15 septembre 1975 au 26 juin 1978.
Créé par Jacques Antoine en 1957 sous la forme d'une séquence dans l'émission Télé Match avant de devenir une émission à part entière programmée  tous les jeudis en première partie de soirée de 1960 à 1966, il a été présenté par Pierre Bellemare, puis de 1975 à 1978 par Philippe Gildas et Thierry Roland pour la partie sportive.

## Principe du jeu
Le jeu associe deux candidats : un candidat (« la tête ») répond à des questions complexes sur un thème précis (et non pas à de simples questions de culture générale). En cas d'échec, un sportif de haut niveau (« les jambes »), doit le rattraper en effectuant une performance minimum pour lui permettre de rester en jeu.
Si l'équipe arrive au bout des 24 questions (6 questions par semaine durant 4 semaines), elle gagne 100 000 francs (à partager en deux).
Plusieurs records de France ont été battus à cette occasion[réf. nécessaire].

## Adaptations
Entre  1964 et 1970, le concept du jeu a été décliné sous différentes formes : Champions, Pas une seconde à perdre et Cavalier seul, toutes présentées par Pierre Bellemare. C'est à cette dernière, où le candidat était à la fois « la tête » et « les jambes », que  le futur Premier ministre Laurent Fabius a participé en 1970 (sa spécialité sportive étant l'équitation),.
Durant la saison 1993-1994, Christian Morin et Cendrine Dominguez ont animé sur France 2 une version plus moderne du jeu rebaptisée Un pour tous.
Une reprise du jeu La Tête et les Jambes a été envisagée sur TF1 pour la rentrée 2010. Jean-Pierre Foucault, Laurence Boccolini et Vincent Lagaf ont chacun tourné un pilote,.